# Cerralbo
Cerralbo là một đô thị ở tỉnh Salamanca, phía tây Tây Ban Nha, cộng đồng tự trị Castile-Leon. Đô thị này có cự ly 84 kilômét so với thành phố tỉnh lỵ Salamanca và có dân số 242 người.
Đô thị này có diện tích 51,59 km².
Đô thị này nằm ở khu vực có độ cao 682 mét trên mực nước biển.
Mã số bưu chính là 37291.